# Хорепископ
Хорепи́скоп (сельский епископ, греч. χωρεπίσκοπος от греч. χωρα — округа, сельский округ и греч. ἐπίσκοπος-епископ,лат. corepiscopus, chorepiscopus, vicarius, vicorum episcopus) — лицо, посвящённое в епископскую степень священства, но уполномоченное посвящать в священство лишь с санкции епископа города (области, епархии).
Хорепископ — первоначально епископ сельской округи, зачастую не признававший главенство епископа города. В дальнейшем проводник епископской власти в сельских и деревенских приходах.

## История
Происхождение должности хорепископа относят к самым древним временам, она упоминаются в 13-м правиле Анкирского собора в 314 году, в 14-м правиле Неокесарийского собора в 315—319 годах, затем в 8-м правиле Первого Вселенского собора в 325 году. В то же время имеется два свидетельства о том, что хорепископы существовали и раньше. Первое — Климента Римского, который в своём послании к Коринфянам говорит об Апостолах: κατὰ χώρας οὖν καὶ πόλεις κηρύσσοντες καθίστανον τὰς ἀπαρχὰς αὐτῶν, δοκιμάσαντες τῷ πνεύματι, εἰς ἐπισκόπους καὶ διακόνους τῶν μελλόντων πιστεύειν. Другое свидетельство есть в Церковной истории Евсевия, где говорится об Антиохийском соборе 269 года, осудившем Павла Самосатского. В актах этого собора упоминаются επίσκοποι των ομόρων αγρών και πρεσβύτεροι, то есть епископии ближайших мест и городов и пресвитеры; в примечаниях к упомянутому месту из истории Евсевия издатель говорит, что επίσκοποι των ομόρων αγρών и были хорепископами. Впоследствии хорепископы были переименованы в экзархов и, наконец, в викариев.
В 14-м правиле Неокесарийского собора о хорепископах сказано:
Но хорепископы, поставленные во образ семидесяти апостолов, яко сослужители епископа, священнодействуют и в градской церкви, приемля честь ради попечения о нищих.
На Западе хорепископы также существовали. В конце II века паг Аппия имел своего епископа Трофима, а несколько раньше, при императоре Антонине Пие (138—161), есть упоминание об епископе «vicus Baccanensis». Кроме того имеются и косвенные доказательства, как посчитал протопресвитер Николай Афанасьев, количество епископов на поместном Карфагенском соборе значительно превышало количество городов в Северной Африке, подчинённых Карфагенской области, и сделал вывод, что на соборе присутствовали в том числе хорепископы. На Западе хорепископы рано исчезли.
В 341 году Антиохийский собор 10-м правилом ограничил хорепископов в правах, разрешив им поставлять лишь заклинателей, чтецов, иподиаконов и певцов, а пресвитеров и диаконов хорепископы уже не могли поставлять без епископа города, хотя сами хорепископы принимали епископское рукоположение. Самого же хорепископа должен был поставлять епископ города, согласно этому же правилу. Постепенно хорепископы стали исчезать, хотя в VIII веке они ещё упоминаются в 14-м правиле Седьмого Вселенского Собора, в котором говорится, что хорепископы «по древнему обычаю, с позволения епископа, должны производить чтецов».
В VIII веке снова появились хорепископы во Франкском государстве, притом как институт, несколько отличный от прежнего: имея епископский сан, франкские хорепископы не были должностными церковными персоналиями для определённого округа, но действовали как викарии — помощники и представители епископов в священнодействии и в управлении то в одной, то в другой местности епископского диоцеза.
В большинстве поместных церквей эта должность была упразднена, и их место заняли протопопы (в России — благочинные). Имея в своём заведовании округ сельских церквей, хорепископы управляли ими, подобно епископу города (провинции, области), с помощью клира и мирян. На хорепископах лежала также обязанность заботиться о бедных и смотреть за благотворительными заведениями.
Институт хорепископов сохранился в Кипрской и Грузинской православных церквях, также и в некоторых Древневосточных православных церквах. Так в Коптской церкви институт восстановлен Папой Шенудой III.
В некоторых Православных Церквях (В том числе и русской) статус викарного архиерея близок к статусу хорепископа.